# Списак градова у Северној Македонији
Северна Македонија има преко 60% градског становништва, по чему се налази у средини међу државама Европе. Међутим, неповољна околност је усредсређеност становништва у неколико већих градова, при чему у градском подручју Скопља живи око 30% становништва земље.
У Северној Македонији званично постоји 34 града. То су:
| - Берово - Битољ - Богданци - Валандово - Велес - Виница - Гостивар - Дебар - Делчево - Демир Хисар - Демир Капија - Ђевђелија | - Кавадарци - Кичево - Кочани - Кратово - Крива Паланка - Крушево - Куманово - Македонска Каменица - Македонски Брод - Неготино | - Охрид - Пехчево - Прилеп - Пробиштип - Радовиште - Ресан - Свети Никола - Скопље - Струга - Струмица - Тетово - Штип |

## Значајни градови
Градови са преко 20 хиљада становника по последњем попису становништва 2021. године су:
(* — средиште Статистичке области)
| Редни Број | Грб | Град      | Статистички регион   | Број становника |
| ---------- | --- | --------- | -------------------- | --------------- |
| 1.         |     | Скопље*   | Скопски регион       | 422.540         |
| 2.         |     | Куманово* | Североисточни регион | 75.051          |
| 3.         |     | Битољ*    | Пелагонијски регион  | 69.287          |
| 4.         |     | Прилеп    | Пелагонијски регион  | 63.308          |
| 5.         |     | Тетово*   | Полошки регион       | 63.176          |
| 6.         |     | Штип*     | Источни регион       | 42.000          |
| 7.         |     | Велес*    | Вардарски регион     | 40.664          |
| 8.         |     | Охрид*    | Југозападни регион   | 38.818          |
| 9.         |     | Струмица* | Југоисточни регион   | 33.825          |
| 10.        |     | Гостивар  | Полошки регион       | 32.814          |
| 11.        |     | Кавадарци | Вардарски регион     | 32.038          |
| 12.        |     | Кочани    | Источни регион       | 24.632          |
| 13.        |     | Кичево    | Југозападни регион   | 23.428          |